# The Living Bridge

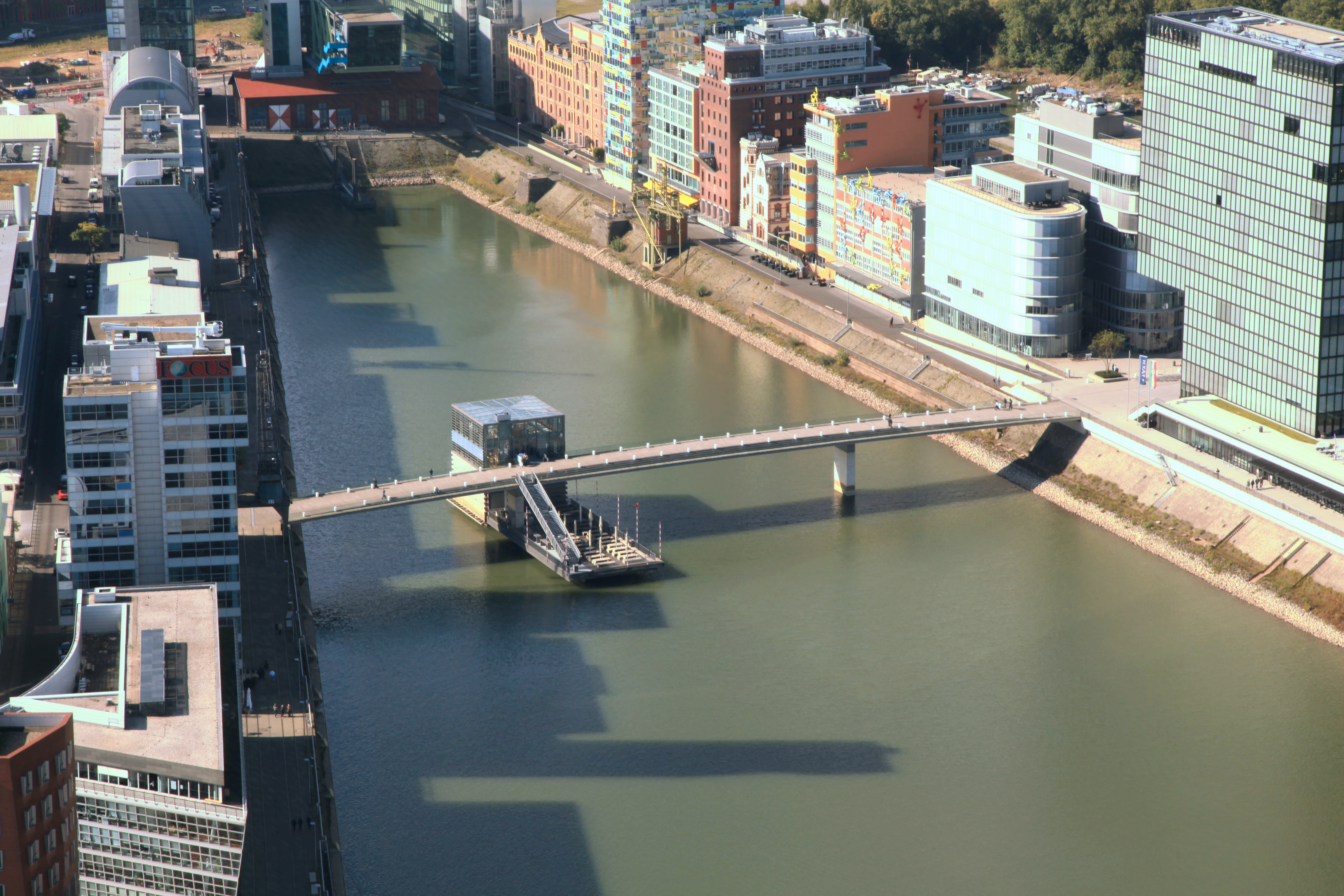
The Living Bridge (Blick vom Rheinturm)

The Living Bridge (deutsch Die lebendige Brücke) ist der Name einer Struktur aus Fußgängerbrücke und Restaurantgebäude im Medienhafen von Düsseldorf.

## Geschichte, Beschreibung

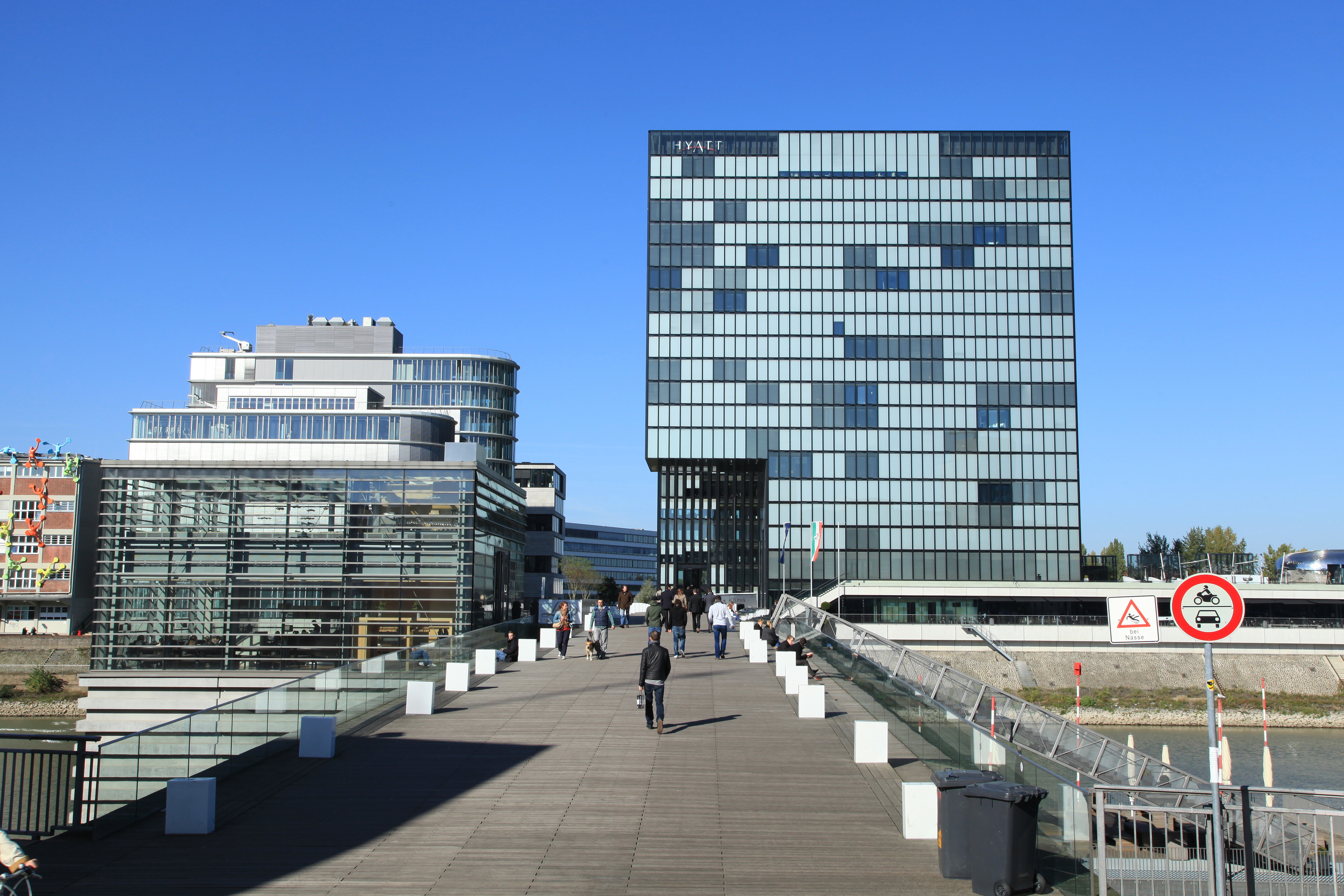
Blick über die Brückenachse auf das Hotel Hyatt Regency Düsseldorf

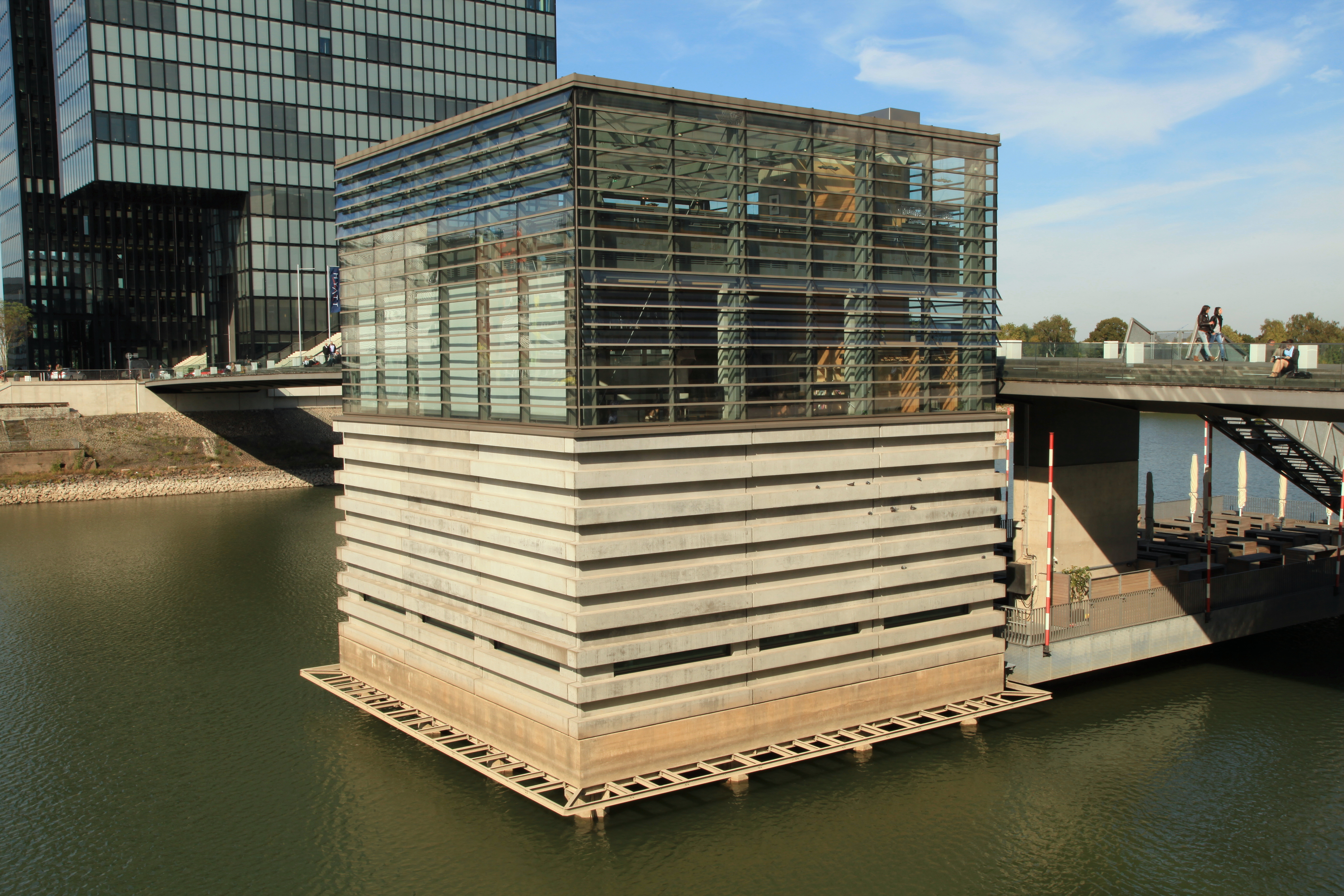
Restaurantkubus

Den Entwurf der Anlage entwickelten später im Büro Sop Architekten tätige Düsseldorfer Planer des in Frankfurt am Main firmierenden Architekturbüros JSK. Er ging aus einem Wettbewerb der Stadt Düsseldorf hervor, der um das Jahr 2000 zur fußläufigen Erschließung der Landzunge an der Hafenspitze Düsseldorf in Höhe des später erbauten Hotels Hyatt Regency Düsseldorf durchgeführt worden war. Die Brücke und das Restaurantgebäude wurden in den Jahren 2004 bis 2005 in städtischem Auftrag für 5,9 Millionen Euro realisiert. Das Bauwerk ist von „Living Bridges“ (bewohnten und gewerblich genutzten Brücken) wie der Rialtobrücke und dem Ponte Vecchio inspiriert, die im Jahr 2000 in einer Ausstellung von historischen Architekturmodellen im NRW-Forum Düsseldorf gezeigt worden waren.
Die Gesamtlänge der stählernen Balkenbrücke, die das Hafenbecken des Düsseldorfer Medienhafens zwischen den Straßen Am Handelshafen und Julo-Levin-Ufer überspannt, beträgt etwa 150 Meter, die Spannweite zwischen den zwei Stahlbetonbrückenpfeilern 60 Meter und die Spannweiten der Pfeiler zum Ufer hin je 42,9 Meter. Die Überbaukonstruktion der Brücke ist bis zu etwa 1,5 Meter hoch und hat einen variablen, zur Mitte hin ansteigenden, 11,6 Meter breiten Querschnitt. An der Südwestflanke der Brücke liegt als ein „Brückenhaus“ das dreigeschossige Restaurant. Es hat die Gestalt eines würfelförmigen Kubus von 14 × 14 Meter Grundfläche, besteht aus Beton, Stahl und Glas und ruht auf Pfählen im Hafenbecken. Knapp über dem Wasserspiegel des Hafenbeckens bietet das Restaurant eine sich rechtwinklig zur Brücke erstreckende Außenterrasse, die ihrerseits über eine stählerne Außentreppe mit der Fußgängerbrücke verbunden ist.
Die Fußgängerbrücke, die auch für den Radverkehr geöffnet ist, ist hölzern beplankt, was die Anmutung eines Schiffsdecks erzeugt, und fällt zu den Flanken durch Stufen ab, wodurch sich Sitzgelegenheiten ergeben. Die Brückengeländer sind in Glas ausgeführt. Weiße Plexiglaskuben, die aus der Beplankung der Fußgängerbrücke aufragen, und Lichtbänder in den Stufen des Brückendecks dienen der nächtlichen Beleuchtung der Anlage.
2005 gewann das Bauwerk den Sonderpreis „Kommunen“ des Renault Traffic Design Award.